# 에르미트 다항식

확률론 에르미트 다항식 의 그래프

물리학 에르미트 다항식 의 그래프

수학에서 에르미트 다항식(Hermite多項式, 영어: Hermite polynomial)은 직교 관계를 만족시키는 일련의 다항식들이다.

## 정의
에르미트 다항식은 확률론과 물리학에서 쓰이는 정의가 조금씩 다르다. (확률론에서의) 에르미트 다항식 {\displaystyle H_{n}(x)}은 다음과 같다.
{\displaystyle H_{n}(x)=(-1)^{n}e^{x^{2}/2}{\frac {d^{n}}{dx^{n}}}e^{-x^{2}/2}=\left(x-{\frac {d}{dx}}\right)^{n}1=\exp \left(-{\frac {1}{2}}{\frac {d^{2}}{dx^{2}}}\right)x^{n}}
물리학에서 쓰이는 에르미트 다항식 {\displaystyle {\tilde {H}}_{n}(x)}은 다음과 같다.
{\displaystyle {\tilde {H}}_{n}(x)=2^{n/2}H_{n}({\sqrt {2}}x)=(-1)^{n}e^{x^{2}}{\frac {d^{n}}{dx^{n}}}e^{-x^{2}}=\left(2x-{\frac {d}{dx}}\right)^{n}1}
이 문서에서는 확률론에서의 에르미트 다항식 정의를 사용한다.
확률론의 에르미트 다항식들은 아펠 다항식열을 이룬다. 즉, 다음과 같은 수열을 정의하자.
{\displaystyle \exp(-t^{2}/2)=\sum _{n=0}^{\infty }h_{n}t^{n}/n!}
{\displaystyle h_{n}={\begin{cases}(-1)^{n/2}(n-1)!!&2\mid n\\0&2\nmid n\end{cases}}}
여기서
{\displaystyle n!!=\prod _{k=0}^{\lfloor (n-1)/2\rfloor }(n-2k)=n(n-2)(n-4)\cdots }
는 이중 계승이다.
그렇다면, 에르미트 다항식은 다음과 같이 쓸 수 있다.
{\displaystyle H_{n}(x)=\sum _{k=0}^{n}{\binom {n}{k}}h_{k}x^{n-k}}
이는 아펠 다항식열의 음계산법으로 간편하게 나타낼 수 있다. 구체적으로, 음변수 {\displaystyle {\mathsf {h}}}에 대하여 선형 범함수
{\displaystyle L\colon {\mathsf {h}}^{n}\to h_{n}}
를 정의하면, 에르미트 다항식은 다음과 같다.
{\displaystyle H_{n}(x)=L\left((x+{\mathsf {h}})^{n}\right)}
{\displaystyle {\tilde {H}}_{n}(x)=L\left((2x+{\sqrt {2}}{\mathsf {h}})^{n}\right)}
즉, 구체적으로 {\displaystyle L}은 다음과 같다.
{\displaystyle L\colon \mathbb {Q} [x+{\mathsf {h}}]\mapsto \mathbb {Q} [x]}
{\displaystyle L=\operatorname {eval} _{x+{\mathsf {h}}\mapsto x}\exp \left(-{\frac {d^{2}}{d(x+{\mathsf {h}})^{2}}}\right)}
{\displaystyle L}의 역범함수는 마찬가지로 다음과 같다.
{\displaystyle L^{-1}\colon \mathbb {Q} [x]\mapsto \mathbb {Q} [x+{\mathsf {h}}]}
{\displaystyle L^{-1}=\operatorname {eval} _{x\mapsto x+{\mathsf {h}}}\exp \left({\frac {1}{2}}{\frac {d^{2}}{dx^{2}}}\right)}

## 성질

### 직교성
(확률론에서의) 에르미트 다항식은 다음과 같은 직교 관계를 만족시킨다.
{\displaystyle \int _{-\infty }^{\infty }H_{m}(x)H_{n}(x)\exp(-x^{2}/2)\,dx={\sqrt {2\pi }}n!\delta _{mn}}
여기서 {\displaystyle \delta _{mn}}은 크로네커 델타이다. 또한, 이들은 힐베르트 공간 {\displaystyle L^{2}(\mathbb {R} ,\exp(-x^{2}/2))}의 완비기저를 이룬다. 여기서 {\displaystyle L^{2}(\mathbb {R} ,\exp(-x^{2}/2))}은 다음과 같은 내적이 주어진 함수공간이다.
{\displaystyle \langle f|g\rangle =\int _{-\infty }^{\infty }{\bar {f}}(x)g(x)\exp(-x^{2}/2)\,dx}

### 에르미트 미분 방정식
(확률론에서의) 에르미트 다항식은 다음과 같은 에르미트 미분 방정식(영어: Hermite differential equation)의 해를 이룬다.
{\displaystyle {\frac {d}{dx}}\left(\exp(-x^{2}/2){\frac {d}{dx}}H\right)=\lambda \exp(-x^{2}/2)H}
여기서 {\displaystyle \lambda }는 임의의 상수이다. 즉, {\displaystyle H}는 미분 연산자
{\displaystyle \exp(x^{2}/2){\frac {d}{dx}}\exp(-x^{2}/2){\frac {d}{dx}}}
의 고유함수이다.

### 점화식
(확률론에서의) 에르미트 다항식은 아펠 다항식열이므로, 점화식을 갖는다. 구체적으로, 선형 범함수
{\displaystyle L^{-1}\colon H_{n}(x)\mapsto (x+{\mathsf {h}})^{n}}
{\displaystyle L^{-1}=\operatorname {eval} _{x\mapsto x+{\mathsf {h}}}\exp \left({\frac {1}{2}}{\frac {d^{2}}{dx^{2}}}\right)}
를 생각하자. 그렇다면 에르미트 다항식이 만족시키는 점화식은 다음과 같다.
{\displaystyle H_{n+1}(x)=\left(x-{\frac {d}{d(d/dx)}}\ln \exp \left((d/dx)^{2}/2\right)\right)H_{n}(x)=\left(x-{\frac {d}{dx}}\right)H_{n}(x)=xH_{n}(x)-nH_{n-1}(x)}
즉
{\displaystyle H_{n+1}(x)=xH_{n}(x)-nH_{n-1}(x)}
{\displaystyle {\tilde {H}}_{n+1}(x)=2xH_{n}(x)-2nH_{n-1}(x)}
이다.

### 생성 함수
에르미트 다항식열의 지수 생성 함수는 다음과 같다.
{\displaystyle \sum _{n=0}^{\infty }H_{n}(x)t^{n}/n!=\exp(xt-t^{2}/2)}
{\displaystyle \sum _{n=0}^{\infty }{\tilde {H}}_{n}(x)t^{n}/n!=\exp(2xt-t^{2})}
이는 에르미트 다항식의 계수의 지수 생성 함수
{\displaystyle \sum _{n=0}^{\infty }h_{n}t^{n}/n!=L(t{\mathsf {h}})=\exp(-t^{2}/2)}
로부터 유도할 수 있다. 음계산법을 사용하면,
{\displaystyle \sum _{n=0}^{\infty }H_{n}(x)t^{n}/n!=L\sum _{n=0}^{\infty }\exp \left(t(x+{\mathsf {h}})\right)=\exp(xt)L\exp(t{\mathsf {h}})=\exp(xt-t^{2}/2)}
이다.

### 미분과 적분
(확률론에서의) 에르미트 다항식의 미분은 다음과 같다.
{\displaystyle {\frac {d}{dx}}H_{n}(x)=nH_{n-1}(x)}
{\displaystyle {\frac {d}{dx}}{\tilde {H}}_{n}(x)=2n{\tilde {H}}_{n-1}(x)}
에르미트 다항식은 아펠 다항식열을 이루므로, 이는 음계산법으로 다음과 같이 간단히 적을 수 있다.
{\displaystyle {\frac {d}{dx}}H_{n}(x)={\frac {d}{dx}}L\left((x+{\mathsf {h}})^{n}\right)=L\left({\frac {d}{dx}}(x+{\mathsf {h}})^{n}\right)=L\left(n(x+{\mathsf {h}})^{n-1}\right)=nH_{n-1}(x)}

### 갈루아 군
{\displaystyle 2n\neq 0,2}인 경우, {\displaystyle H_{2n}(x)\in \mathbb {Z} [x]}는 기약원이다. {\displaystyle 2n+1\neq 1,3,3^{2},\dots }인 경우, {\displaystyle x^{-1}H_{2n+1}(x)\in \mathbb {Z} [x]}는 기약원이다.
다음과 같은 다항식열 {\displaystyle K_{n}(x),K_{n}'(x)\in \mathbb {Z} [x]}을 정의하자.
{\displaystyle H_{2n}(x)=K_{n}(x^{2})}
{\displaystyle H_{2n+1}(x)=xK_{n}'(x^{2})}
이들 다항식의 {\displaystyle \mathbb {Q} } 위의 분해체의 갈루아 군은 항상 대칭군이다.:274, Example 8(b)
{\displaystyle \operatorname {Gal} (K_{n})\cong \operatorname {Sym} (n)}
{\displaystyle \operatorname {Gal} (K_{n}')\cong \operatorname {Sym} (n)}

## 표
확률론에서의 에르미트 다항식은 다음과 같다. (OEIS의 수열 A096713)
{\displaystyle H_{0}(x)=1}
{\displaystyle H_{1}(x)=x}
{\displaystyle H_{2}(x)=x^{2}-1}
{\displaystyle H_{3}(x)=x^{3}-3x}
{\displaystyle H_{4}(x)=x^{4}-6x^{2}+3}
{\displaystyle H_{5}(x)=x^{5}-10x^{3}+15x}
{\displaystyle H_{6}(x)=x^{6}-15x^{4}+45x^{2}-15}
{\displaystyle H_{7}(x)=x^{7}-21x^{5}+105x^{3}-105x}
{\displaystyle H_{8}(x)=x^{8}-28x^{6}+210x^{4}-420x^{2}+105}
{\displaystyle H_{9}(x)=x^{9}-36x^{7}+378x^{5}-1260x^{3}+945x}
{\displaystyle H_{10}(x)=x^{10}-45x^{8}+630x^{6}-3150x^{4}+4725x^{2}-945}
물리학에서의 에르미트 다항식은 다음과 같다.
{\displaystyle {\tilde {H}}_{0}(x)=1}
{\displaystyle {\tilde {H}}_{1}(x)=2x}
{\displaystyle {\tilde {H}}_{2}(x)=4x^{2}-2}
{\displaystyle {\tilde {H}}_{3}(x)=8x^{3}-12x}
{\displaystyle {\tilde {H}}_{4}(x)=16x^{4}-48x^{2}+12}
{\displaystyle {\tilde {H}}_{5}(x)=32x^{5}-160x^{3}+120x}
{\displaystyle {\tilde {H}}_{6}(x)=64x^{6}-480x^{4}+720x^{2}-120}
{\displaystyle {\tilde {H}}_{7}(x)=128x^{7}-1344x^{5}+3360x^{3}-1680x}
{\displaystyle {\tilde {H}}_{8}(x)=256x^{8}-3584x^{6}+13440x^{4}-13440x^{2}+1680}
{\displaystyle {\tilde {H}}_{9}(x)=512x^{9}-9216x^{7}+48384x^{5}-80640x^{3}+30240x}
{\displaystyle {\tilde {H}}_{10}(x)=1024x^{10}-23040x^{8}+161280x^{6}-403200x^{4}+302400x^{2}-30240}

## 역사
에르미트 다항식은 피에르시몽 라플라스가 1810년 정의하였다. 이후 파프누티 체비쇼프가 이들을 1859년 자세히 연구하였다. 샤를 에르미트는 이 함수들에 대하여 1864년 연구하였고, 이에 따라 에르미트의 이름이 붙게 되었다.

## 응용
에르미트 다항식은 양자역학에서 양자 조화 진동자의 에너지 고유상태의 파동 함수에 등장한다.

## 같이 보기
- 르장드르 다항식

## 참고 문헌
1. ↑  Schur, Issai (1931). “Affektlose Gleichungen in der Theorie der Laguerreschen und Hermiteschen Polynome”. 《Journal für die Reine und Angewandte Mathematik》 (독일어) 165: 52–58. doi:10.1515/crll.1931.165.52. EuDML 149767. ISSN 0075-4102. JFM 57.0125.05. MR 1581272. Zbl 0002.11501.
2. ↑  Schulz, Werner (1937). “Über die Galoissche Gruppe der Hermiteschen Polynome”. 《Journal für die Reine und Angewandte Mathematik》 (독일어) 177: 248–252. doi:10.1515/crll.1937.177.248. EuDML 150017. ISSN 0075-4102. JFM 63.0045.02. MR 1581559. Zbl 0017.05202.
3. ↑  Lang, Serge (2002). 《Algebra》. Graduate Texts in Mathematics (영어) 211 개정 3판. 뉴욕: Springer. doi:10.1007/978-1-4613-0041-0. ISBN 978-1-4612-6551-1. ISSN 0072-5285. MR 1878556. Zbl 0984.00001. 구글 도서 Fge[…].
4. ↑  Laplace, P. S. (1810). “Mémoire sur les intégrales définies, et leur application aux probabilités, et spécialment à la recherche du milieu qu’il faut choisir entre les résultats des observations” (PDF). 《Mémoires de la classe des sciences mathematiques et physiques de l’Institut national de France》 (프랑스어) 58: 279–347. 2016년 3월 4일에 원본 문서 (PDF)에서 보존된 문서. 2015년 10월 27일에 확인함.
5. ↑  Chebyshev, P. L. (1859). “Sur le développement des fonctions à une seule variable”. 《Bulletin de l’Académie impériale des sciences de St.-Pétersbourg》 (프랑스어) 1: 193–200.
6. ↑  Hermite, Charles (1864). “Sur un nouveau développement en série des fonctions”. 《Comptes rendus de l’Académie des sciences》 (프랑스어) 58: 93–100.
7. ↑  Hermite, Charles (1864). “Sur un nouveau développement en série des fonctions”. 《Comptes rendus de l’Académie des sciences》 (프랑스어) 58: 266–273. doi:10.1017/CBO9780511702761.022.

- Szegő, Gábor (1955). 《Orthogonal Polynomials》 (영어) 2판. American Mathematical Society.
- Temme, Nico (1996). 《Special Functions: An Introduction to the Classical Functions of Mathematical Physics》 (영어). New York: Wiley.